# Jolanta Borusiewicz
Jolanta Barbara Widegren z domu Borusiewicz (ur. 26 września 1944) – polska piosenkarka, kompozytorka, autorka tekstów. Zajmuje się również pisaniem wierszy, malarstwem i fotografią.

## Życiorys
Jako nastolatka wygrała konkurs „Szukamy młodych talentów” zorganizowany przez Radio Kraków. Debiutowała w zespole muzycznym występującym w Hotelu „Cracovia” w latach 1965–1966. Tutaj zetknęła się z miejscowymi jazzmanami, m.in. z Januszem Muniakiem. W 1966 roku rozpoczęła dwuletnią współpracę z Jazz Band Ball Orchestra. Z zespołem wystąpiła na festiwalu Jazz nad Odrą i odbyła pierwsze zagraniczne tournée po ZSRR i Francji. Przez krótki okres współpracowała również z krakowskimi Szwagrami, a także z Dżamblami. 
W 1968 roku kilkukrotnie została laureatką Giełdy Telewizyjnej „Proszę dzwonić”, wykonując m.in. piosenki: Dziura w niebie, Kto wie, Może pokocham cię. Została zaproszona do współpracy przez artystów z Teatru Wagabunda, który tworzyli m.in.: Bogumił Kobiela, Mieczysław Czechowicz, Marian Załucki, Lidia Wysocka, Maria Koterbska, Tadeusz Chyła. W tym samym roku wystąpiła na VI Krajowym Festiwalu Polskiej Piosenki w Opolu, gdzie zdobyła nagrodę za debiut, śpiewając piosenkę pt. Komu w drogę, temu czas. Wzięła również udział w I Festiwalu Zespołów Młodzieżowych o Kotwicę Sopockiego Lata '68, gdzie wystąpiła z zespołem Skaldowie, obok Hanny Koniecznej i Jacka Zielińskiego, w I części recitalu Czesława Niemena. Wiosną i jesienią 1968 r. odbyła z Wagabundą kolejne trasy koncertowe po ZSRR i Francji. Zdobyła 2 nagrodę na II Międzynarodowym Festiwalu Piosenki w Soczi (28.09.1968 – 4.10.1968) i nagrodę specjalną czasopisma „Sowieckaja Kultura” oraz nagrodę specjalną Radia i Telewizji ZSRR. Reprezentowała Polskę także na festiwalu „Coupe Musicale d'Europe” w Innsbrucku. W 1969 roku wystąpiła na VII KFPP Opole '69, gdzie otrzymała nagrodę specjalną ZAKR za wykonanie piosenki Hej dzień się budzi. Wokalistce akompaniował wówczas łódzki zespół Bumerang. Z tą grupą artystka zaśpiewała także na festiwalu sopockim. W 1971 roku piosenkarka po raz kolejny wystąpiła na festiwalu opolskim, gdzie zaśpiewała piosenkę Zaproszenie do snu. W tym okresie brała udział w wielu Giełdach Radiowych, programach telewizyjnych i widowiskach muzycznych, m.in.: Markiza, kochanka, charmaine... Arsene Lupin, Życie Gaugaina i Przeminęło z wiatrem. Dla krakowskiego ośrodka TVP nagrała recital, pt. Nad jeziorem dzień się budzi oraz krótkometrażowy film o Krakowie dla telewizji NRD. 
Występowała również w programach telewizyjnych w Pradze, Bratysławie, Dreźnie, Lipsku, Sofii, Belgradzie, Budapeszcie, Zadarze, Soczi, Moskwie, Innsbrucku, Wiedniu, Berlinie, Paryżu. Nagrywała dla takich rozgłośni jak: „Deutsche Rundfunk” w Kolonii, czy w Düsseldorfie. 
W 1973 roku rozpoczęła studia na Wydziale Filozoficzno-Historycznym Uniwersytetu Jagiellońskiego w Krakowie. Współpracowała z krakowską Estradą oraz występowała w cyklicznym programie TV Kraków „Spotkanie z Balladą”. 
W 1978 roku wyszła za Bo Widegrena (ur. 1939) i po ukończeniu studiów, z dyplomem magistra, wyjechała na stałe do Szwecji. W Sztokholmie nostryfikowała dyplom i po dodatkowych studiach z zakresu pedagogiki na Uniwersytecie Reggio Emilia we Włoszech, rozpoczęła pracę pedagoga. Przez 25 lat prowadziła w Sztokholmie wykłady na kursach dla dorosłych oraz pracowała z dziećmi i młodzieżą. Była założycielką i prowadzącą teatrzyku dla dzieci i stuosobowego chóru dziecięcego, z którym przez kilka lat występowała. W latach 1995–2000 piosenkarka występowała z renomowanymi szwedzkimi orkiestrami jazzowymi, a w 2000 roku rozpoczęła współpracę z Leszkiem Jarmułą (aranżer i realizator nagrań). W 2002 roku otrzymała nagrodę Polonii szwedzkiej w kategorii „Artysta Roku”. W 2006 r. otrzymała wyróżnienie od Związku Szwedzko-Polskiego za rekonstrukcję powstałej w 1974 roku grupy rzeźb Władysława Hasiora Słoneczny rydwan. 
26 maja 2011 roku artystka została odznaczona Złotym Krzyżem Zasługi, przyznanym jej przez Prezydenta RP, Bronisława Komorowskiego za krzewienie kultury polskiej poza granicami kraju. Na IX Festiwalu Poezji „Wrzosowisko 2010” w Piwnicznej-Zdroju została wyróżniona za wiersz Zagubiona, który opublikowano w antologii Tam gdzie płaczą skały. W lutym 2012 roku w Sztokholmie odbyła się wystawa fotografii jej autorstwa, pt. Zamrożony świat. W 2014 roku wydała tomik wierszy pt. I znów dzień się budzi. Od ponad 30 lat Jolanta Borusiewicz wspiera organizacje działające m.in. na rzecz dzieci chorych na raka i osób głuchoniemych oraz organizację ochrony środowiska naturalnego „World Wide Fund for Nature”.